# Sceau de l'Idaho
Le sceau de l'Idaho fut adopté en 1863.
Le modèle actuel inclut la phrase : « Great Seal of the State of Idaho » dans la bordure supérieure. L'étoile symbolise une nouvelle lumière dans l'univers des États, probablement pour être l'un des dix derniers États à avoir intégré l'union. La bordure intérieure porte la devise de l'État, en latin Esto Perpetua (« Qui se perpetue »). La femme représente la justice, alors que le mineur représente l'activité principale de l'État à ses débuts. Le pin fait allusion à la forêt et à l'exportation du bois qui fait la renommée de l'Idaho. Le champ et le tas de céréale sont des symboles d'agriculture alors que les cornes d'abondance font référence à l'horticulture.
L'Idaho dispose d'une loi qui lui permet de protéger les élans, c'est pourquoi la tête de cet animal apparait en haut du blason. La fleur officielle, le lilas ou syringa silvestre (Philadelphus lewisii), pousse aux pieds de la femme, à contrario c'est du blé qui pousse aux pieds de l'homme. La rivière représentée est la Rivière Snake, le plus grand fleuve de l'État.